# Другий буддійський собор
Другий буддійський собор відбувся у Вайшалі на 100 чи 110 році паринірвани Будди — тобто близько 380 року до н.е. — і був скликаний царем Каласокою, щоб засудити десять послаблень віная, прийнятих ченцями племені вріїв на чолі з Ваджіпуттакою. Як і у випадку з першим і третім соборами, джерела про нього не зовсім узгоджуються: деякі припускають, що він відбувся в середині II ст. до н.е. за часів правління Ашоки — дата, яку зазвичай подають як дату третього собору. Інші взагалі його ігнорують. Серед пропонованих місць — монастирі Валікарамаде, Кусумапура або Кутаґарашала, і навіть Кусумапура (Паталіпутра). Кількість бхіккху, що беруть участь, майже завжди становить 700. Президент не згадується, але імена Ревата, Самбхута Шанавасін, Сарвакамін і Кубджита, здається, відігравали помітну роль.
Більшість версій сходяться на тому, що він закінчився засудженням старцями десяти єретичних правил, причому, залежно від джерела, з суворою або прихильною оцінкою реформаторів; версія, що походить від махасангхіків, стверджує, що було відкинуто лише останній захід (прийняття золота або срібла в милостиню). Сингальські хроніки Діпавамса і Махавамса розглядають це рішення як початок розколу між стхавіравадінами (прихильниками Древніх) і махасангхіками (прихильниками реформ, яких було більше), що згодом призвело до виникнення вісімнадцяти давніх шкіл.

## Різні версії
Згідно з Махавамсою, причиною цього поділу Санґхи була незгода щодо п'яти теорій про арахантів, які, за переказами, були висунуті Махадевою, що згодом створив махасанґіків. Ті, хто відкидав ці п'ять теорій, називали себе стхавіравадами, щоб відрізнити себе від махасанґіків. Однак у тексті Васумітри, написаному близько 100 року нашої ери й збереженому в китайському та тибетському перекладах, не згадується жодної особи, на ім'я Махадева. Натомість він подає список відомих імен діячів, які приймали або відкидали п'ять теорій. Етьєн Ламотт також продемонстрував, що існування персонажа «Махадева» було пізньою і сектантською інтерполяцією.
Ендрю Скілтон припустив, що проблеми, які виникають через суперечливі свідчення, вирішує «Шаріпутрапаріпрічча» Махасаггік, яка є найбільш раннім свідченням про розкол. Згідно з цим оповіданням, собор був скликаний у Паталіпутрі з причин, пов'язаних з віная, і більшість (махасагга) відмовилася прийняти додавання стхавірами нових правил до віная. Таким чином, махасангіки вважали стхавірів сепаратистською групою, що намагається змінити первісну віная.
Вчені загалом погоджуються з тим, що суперечка справді стосувалася віная, і відзначають, що розповідь Махасангік підтверджується самими текстами віная, оскільки віная, пов'язана зі Стхавірасом, містить набагато більше правил, ніж віная Махасангік. Однак здоровий глузд підказує, що це також може бути пов'язано з тим, що махасангіки, можливо, скасували ці самі правила.

## Десять приречених реформ
Згідно з сингальськими хроніками, монах Ваджджипуттака запропонував десять послаблень правила:
- Право тримати запас солі в розі; оскільки сіль була формою багатства, монахам було заборонено володіти нею;
- Право іноді їсти після полудня;
- право повертатися до села, щоб просити милостиню після останнього приймання їжі;
- право проводити Упосатху з монахами з тієї ж місцевості, але з іншої громади;
- Право втілювати в життя рішення, прийняті на непленарних зборах;
- Право слідувати практиці, характерній для свого вчителя чи інструктора;
- Право не вважати вживання кислого молока їжею;
- Право вживати певні міцні на смак напої (наприклад, лікувальні);
- Право використовувати килимок нестандартного розміру;
- Право на отримання золота або срібла, яке іноді дають монахам як милостиню, щоб купити собі їжу на майбутнє;